# Winchester (Indiana)
Winchester es una ciudad ubicada en el condado de Randolph en el estado estadounidense de Indiana. En el Censo de 2010 tenía una población de 4.935 habitantes y una densidad poblacional de 570,31 personas por km².

## Geografía
Winchester se encuentra ubicada en las coordenadas 40°10′20″N 84°58′37″O / 40.17222, -84.97694. Según la Oficina del Censo de los Estados Unidos, Winchester tiene una superficie total de 8.65 km², de la cual 8.62 km² corresponden a tierra firme y (0.39%) 0.03 km² es agua.

## Historia
En los cruces de lo que ahora se llama el río Blanco y el arroyo Salado y el arroyo Azúcar, en el este-centro de Indiana, Winchester catastrado y ubicación palacio de justicia fue establecido por el gobierno de los EE. UU. durante la presidencia de Andrew Jackson.  La unión del río Blanco y el arroyo Azúcar había sido el emplazamiento de una antigua ciudad americana nativa de la civilización Adena (500 a. C.), pero la zona puede haber pasado por un largo período después con pocos habitantes o no después de un gran terremoto en 1450 d. C. El área de densos bosques y árboles caídos tenían tantos, que los viajes humanos era difícil. Durante los últimos años de 1800s, los colonos hicieron extensiva tala y construcción de drenaje y el área que ahora es tierra agrícola de alta calidad.

## Demografía
Según el censo de 2010, había 4935 personas residiendo en Winchester. La densidad de población era de 570,31 hab./km². De los 4935 habitantes, Winchester estaba compuesto por el 96.09% blancos, el 0.47% eran afroamericanos, el 0.47% eran amerindios, el 0.51% eran asiáticos, el 0% eran isleños del Pacífico, el 1.34% eran de otras razas y el 1.13% pertenecían a dos o más razas. Del total de la población el 2.55% eran hispanos o latinos de cualquier raza.  Inglés es el idioma del 98% de la población de Winchester, pero español se enseña en las escuelas a los que quieren aprender, y también se ofrece a los trabajadores del gobierno del condado y otros ciudadanos que pueden obtener lecciones proporcionadas por Ivy Tech de Indiana una universidad cercana.

## Economía
La zona que rodea Winchester es agrícola mucho de maíz y soja es los cultivos más comunes. Los tomates también son ampliamente cultivadas y la producción de cerdos es común. En la ciudad se encuentra El Silver Towne Menta y tienda de las monedas. Además, otras industrias manufactureras se encuentra aquí, incluyendo productos vidrio Ardagh Group Archivado el 25 de agosto de 2012 en Wayback Machine. y piezas de automóviles Marujun. El Winchester Speedway pista de carreras está aquí. MRS. Wicks Pies, un productor de alimentos, con una tienda de pasteles adyacente al por menor y restaurante. AgRich tiene una tienda de semillas hortícolas y centro de pedidos por correo de catálogo aquí. Otros servicios se los pedidos pueden en español incluyen dos restaurantes de Pizza Hut y El Carretón.